# Iglesia de Dodo
La iglesia de la cueva de Dodo (en georgiano: დოდოს რქა) o iglesia de Dodo es un monumento histórico y arquitectónico en el complejo monástico de David Gareja.  

## Historia
La iglesia fue fundada por Dodo, uno de los estudiantes de David Gareja en la primera mitad del siglo VI. Su historia está directamente vinculada a la historia general del monasterio. En los siglos XIII-XVIII la iglesia fue sometida a los ataques de las dinastías mongoles, Teymurilar, Seljuks y Safavids, siendo saqueada y abandonada repetidamente.

## Características arquitectónicas
La iglesia consiste en un complejo de cuevas de varios períodos (siglos VI-XVIII). La sala principal data de los siglos XI-XIII. Utilizada como un santuario, la parte más importante y antigua de la pequeña iglesia se encuentra en la esquina de la roca.
La sala principal de la iglesia está decorada con frescos de gran importancia histórica y cultural. El fresco del altar central ilustra la bendición de Jesús, sosteniendo un libro cerrado con un alfabeto georgiano en la mano izquierda. También se muestran algunos de los arcángeles como Miguel y Gabriel, así como querubines.